# Ustowo
Ustowo (deutsch Güstow) ist ein Dorf in der polnischen Woiwodschaft Westpommern, am südlichen Stadtrand von Stettin.

## Geographische Lage

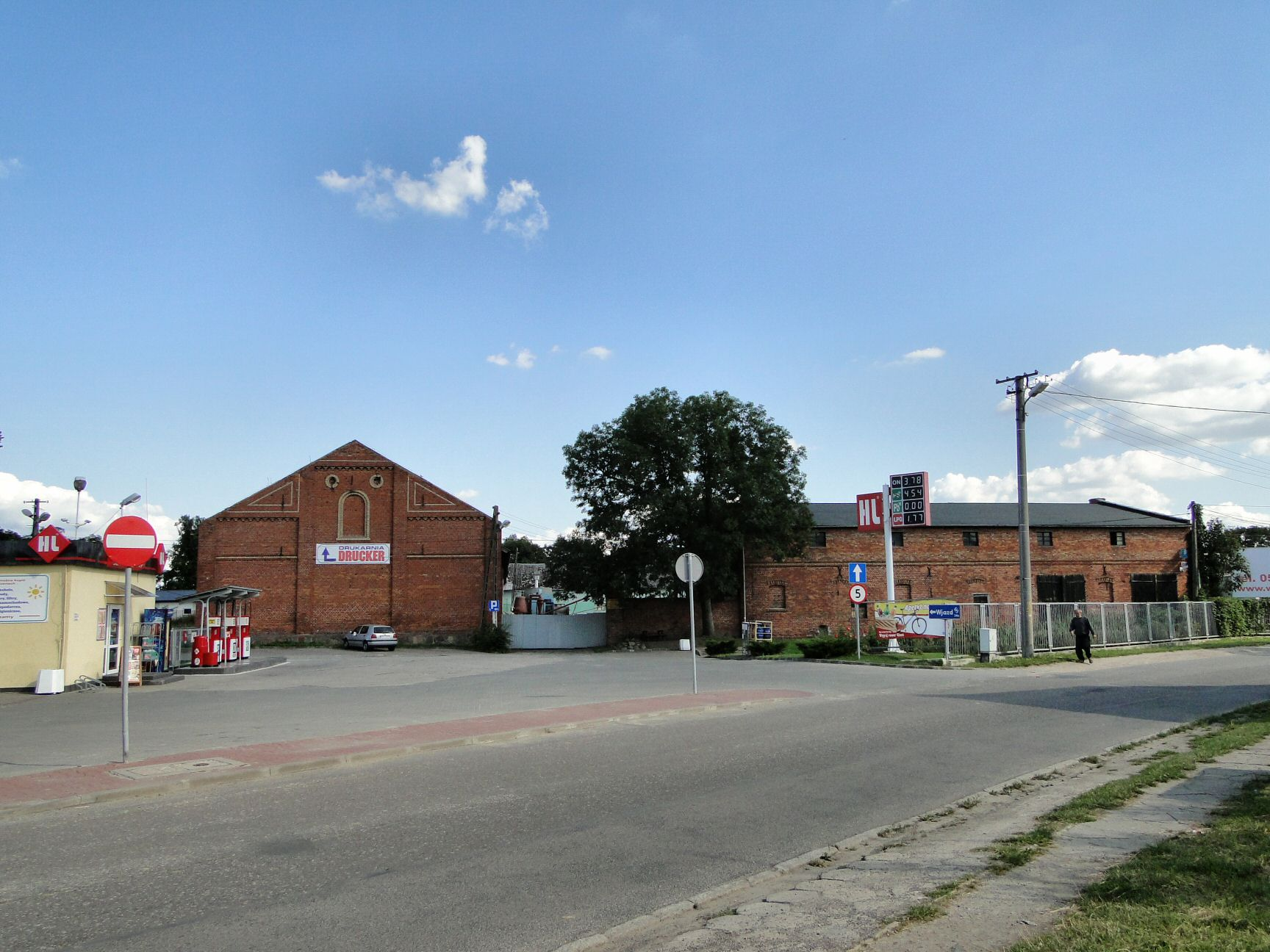
Gebäude an der Durchfahrtstraße (Aufnahme 2009)

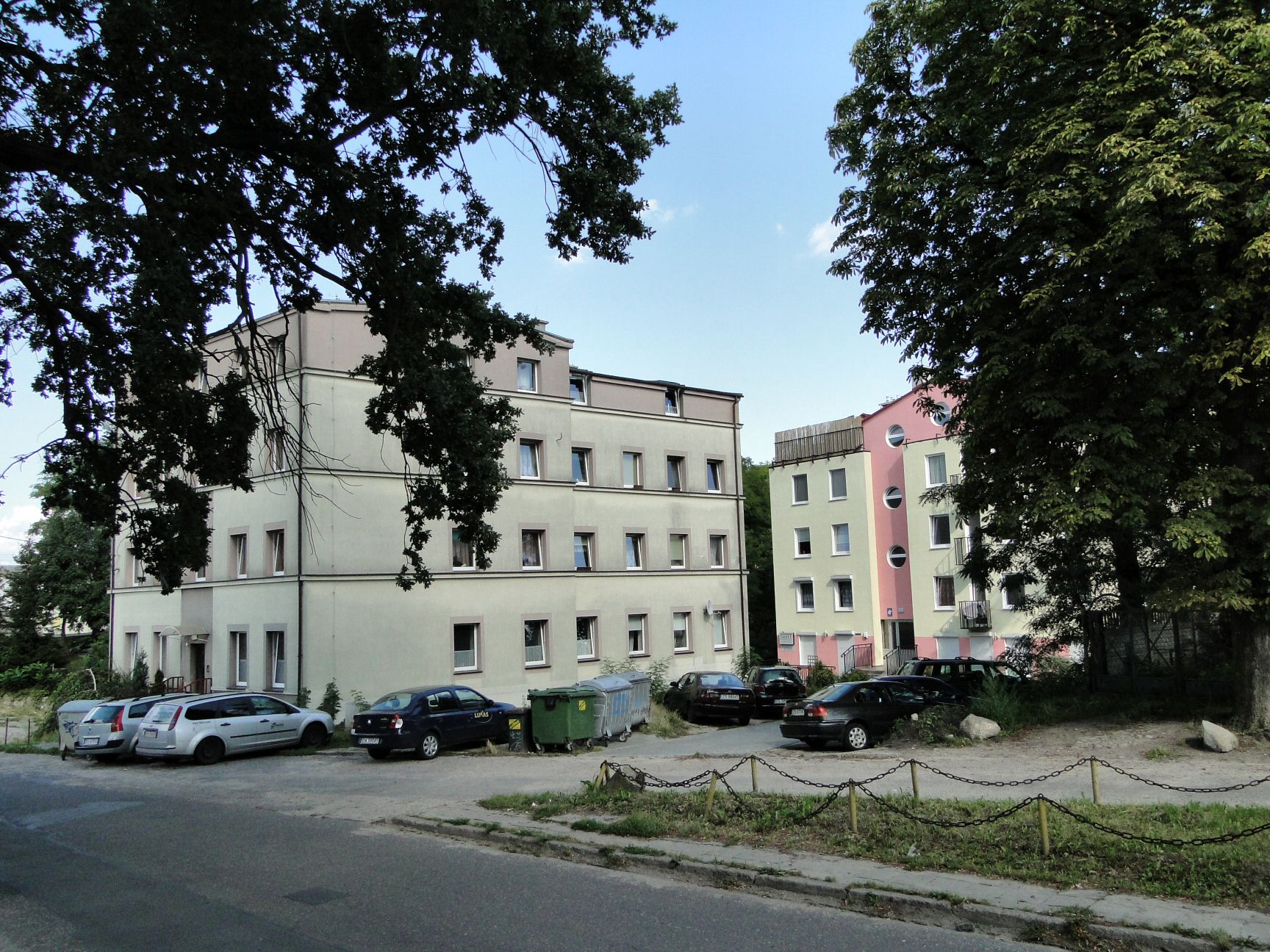
Wohnblöcke (Aufnahme 2009)

Dorfkirche um 1900

Das Dorf liegt im sogenannten Stettiner Zipfel, dem Teil Vorpommerns, der nach dem Zweiten Weltkrieg innerhalb der sowjetischen Besatzungszone lag, südlich von Stettin auf einer Anhöhe westlich der Oder. Das nördlich liegende Pomorzany (Pommerensdorf) ist bereits nach Stettin eingemeindet. 
Nachbarorte sind im Süden Kurów (Kurow) und im Westen Przecław (Pritzlow).

## Geschichte
Das Dorf wird erstmals als Wostow im Jahre 1240 in einem Vertrag zwischen dem pommerschen Herzog Barnim I. und Bischof Konrad III. von Cammin genannt. 1243 schenkte Herzog Barnim I. das Dorf dem von ihm gegründeten Zisterzienserinnenkloster in Stettin; in den diesbezüglichen Urkunden wird es Wztoho und Vztowa genannt. Für das Jahr 1300 ist eine Dorfkirche bezeugt, die in diesem Jahr von Herzog Otto I. der Stettiner Jakobikirche unterstellt wurde.
Im Schwedisch-Brandenburgischen Krieg nahm Kurfürst Friedrich Wilhelm von Brandenburg während der Belagerung von Stettin sein Hauptquartier vom 7. bis 14. Juli 1677 in Güstow. Von Güstow aus richtete er vergeblich eine Aufforderung an die Stettiner, ihm die Stadt zu übergeben.
1899 wurde nördlich von Güstow in West-Ost-Richtung eine Verlängerung der Kleinbahn Casekow–Penkun–Oder mit einem Haltepunkt Güstow hergestellt.
Vor 1939 bildete Güstow eine Landgemeinde im Kreis Randow im Regierungsbezirk Stettin der preußischen Provinz Pommern des Deutschen Reichs. Mit dem Groß-Stettin-Gesetz wurde Güstow zum 15. Oktober 1939 nach Stettin eingemeindet.
Nach dem Zweiten Weltkrieg wurde Güstow zusammen mit dem Stettiner Zipfel (militärische Sperrgebiete ausgenommen) seitens der sowjetischen Besatzungsmacht der Volksrepublik Polen zur Verwaltung unterstellt. Es begann danach die Zuwanderung von 
Polen.  Der Ort wurde von der polnischen Verwaltung in Ustowo umbenannt. In der Folgezeit wurde die einheimische Bevölkerung von der polnischen Administration aus der Region vertrieben.
Ustowo bildet heute ein Schulzenamt in der Gmina Kołbaskowo (Landgemeinde Kolbitzow) im Powiat Policki (Pölitzer Kreis) der Woiwodschaft Westpommern.

### Demographie
| Jahr | Einwohner | Anmerkungen |
| ---- | --------- | --- |
| 1925 | 766       | davon 719 Evangelische, 35 Katholiken, drei Personen ohne Glaubensbekenntnis und neun Personen unbekannter Konfession |
| 1933 | 776       | [ 8 ] |
| 1939 | 833       | [ 8 ] |

### Kirchspiel
Die frühere evangelische Kirche von Güstow war eine Filiale des Pfarrkirchdorfs Kurow.